# Asplenium
Asplenium je rod koji obuhvata oko 700 vrsta paprati. Često se smatra jedinim rodom familije Aspleniaceae. Neki autori smatraju da bi trebalo izdvojiti rod Hymenasplenium kao zasebam, na osnovu filogenetskih analiza DNK sekvenci, različitog broja hromozoma, i strukturnih razlika u građi rizoma. Tipska vrsta roda je Asplenium marinum. U narodu su vrste roda Asplenium poznate kao sleznice.

## Opšte karakteristike
Rizom je kratak, sa tankim, linearno trouglastim do linearno lancetastim, nekad končastim ljuspama. Listovi su svi jednaki (trofosporofili), jednostruko do četvorostruko perasto deljeni, uglavnom zimzeleni. Peteljke su tanke, bar pri osnovi glatke. Sorusi su pojedinačni, raspoređeni u dva reda duž nerva drugog reda. Induzujum liči na soruse po obliku i veličini. Obično je otvoren u pravcu središnjeg nerva odgovarajućeg listića.

## Taksonomija
Mnoge grupe vrsta su izdvojene iz roda Asplenium, uključujući rodove: Camptosorus, Ceterach, Phyllitis i Tarachia. Međutim, vrste ovih rodova mogu da hibridizuju sa preostalim vrstama roda Asplenium, pa su u nekim tretmanima uključene u rod Asplenium u širem smislu.
Kod nekih vrsta hloroplastni genom je evoluirao na veoma složen i neuobičajen način, što standardne kladističke analize čini neprikladnim za razrešenje filogenije određenih grupa. Pored čestih hibridizacija između vrsta u okvru roda Asplenium, mnoge vrste (kao npr. A. bulbiferum i A. viviparum se razmnožavaju uglavnom bespolno, klonirajući se. Dok je većina vrsta diploidna ili tetraploidna, neke vrste su oktoploidne (npr. A. shuttleworthianum).

## Upotreba
Latinski naziv Asplenium, kao i narodno ime sleznice potiče od verovanja da se ove paprati mogu koristiti za lečenje bolesti slezine, zbog sorusa u obliku slezine.
Nekoliko vrsta su ekonomski značajne kao hortikulturne biljke. Asplenium nidus i neke slične, srodne vrste se često mogu naći u prodaji kao sobne biljke. Asplenium bulbiferum se nekad može naći u staklenicima. Međutim, mnoge vrste roda Asplenium rastu u pukotinama stena ili na drugim biljkama, pa su teške za kultivaciju.

## Vrste
U flori Srbije je zabeleženo osam vrsta:
- [5]

## Галерија
- Asplenium scolopendrium, Ripaljka
- Asplenium scolopendrium, Ripaljka
- Asplenium scolopendrium
- Asplenium ruta-muraria, Sićevačka klisura
- Asplenium ruta-muraria, Sićevačka klisura
- Asplenium ceterah, Ripaljka
- Asplenium ceterach, Đerdapska klisura

## Spoljašnje veze
- The Euro+Med PlantBase - the information resource for Euro-Mediterranean plant diversity
- Tropicos